# 仏山有軌電車
仏山有軌電車（ぶつさんゆうきでんしゃ、中文表記: 佛山有轨电车、英文表記: Foshan Tram）は中華人民共和国広東省仏山市の路面電車システムである。

## 沿革
- 2019年11月12日、高明区現代有軌電車の試運転開始[1]。

- 2019年12月30日、高明区現代有軌電車が開業[2]。

## 運営中の路線
- 高明区現代有軌電車
- 南海有軌電車1号線

## 事業中の路線
| 色 | 路線名           | 工事名 | 工事区間          | 駅数 | キロ程 | 着工           | 開通予定 |
| -- | ---------------- | ------ | ----------------- | ---- | ------ | -------------- | -------- |
|    | 南海里水有軌電車 | 一期目 | 里湖新城 - 里横路 | 13駅 | 9.8km  | 2020年12月27日 | 2025年   |